# منشارية
منشارية (الاسم العلمي: Serratula)، جنس نباتات من قبيلة شوكاوية وفصيلة النجمية مواطنها الأصلية في أوراسيا.